# Campionati europei di nuoto in vasca corta 2011 - 200 metri farfalla femminili
La gara dei 200 metri farfalla femminili degli europei di Stettino 2011 si è svolta l'8 dicembre  2011. Le batterie di qualificazione si sono disputate nella mattina e la finale nel pomeriggio.

## Medaglie
| Posizione | Atleta                 | Paese         |
| --------- | ---------------------- | ------------- |
| Oro       | Mireia Belmonte García | Spagna        |
| Argento   | Jemma Lowe             | Gran Bretagna |
| Bronzo    | Jessica Dickons        | Gran Bretagna |

## Qualifiche
| Pos. | Atleta                 | Nazionalità   | Tempo   | Batteria | Corsia | Note |
| ---- | ---------------------- | ------------- | ------- | -------- | ------ | ---- |
| 1    | Mireia Belmonte García | Spagna        | 2'05”50 | 3        | 4      | Q    |
| 2    | Jessica Dickons        | Gran Bretagna | 2'05”75 | 1        | 3      | Q    |
| 3    | Jemma Lowe             | Gran Bretagna | 2'06”13 | 2        | 4      | Q    |
| 4    | Otylia Jędrzejczak     | Polonia       | 2'06”85 | 2        | 3      | Q    |
| 5    | Martina Van Berkel     | Svizzera      | 2'06”99 | 3        | 6      | Q    |
| 6    | Zsuzsanna Jakabos      | Ungheria      | 2'07”00 | 3        | 5      | Q    |
| 7    | Franziska Hentke       | Germania      | 2'07”23 | 3        | 3      | Q    |
| 8    | Birgit Koschischek     | Austria       | 2'07”74 | 1        | 2      | Q    |
| 9    | Petra Granlund         | Svezia        | 2'08”57 | 1        | 4      | Q    |
| 10   | Alessia Polieri        | Italia        | 2'08”70 | 2        | 5      | Q    |
| 11   | Anja Klinar            | Slovenia      | 2'08”71 | 2        | 6      |      |
| 12   | Emilia Pikkarainen     | Finlandia     | 2'09”62 | 1        | 5      |      |
| 13   | Justine Bruno          | Francia       | 2'10”45 | 2        | 1      |      |
| 14   | Sara Freitas Oliveira  | Portogallo    | 2'10”65 | 1        | 6      |      |
| 15   | Paulina Sikora         | Polonia       | 2'11”56 | 1        | 7      |      |
| 16   | Katarina Listopadova   | Slovacchia    | 2'11”70 | 3        | 7      |      |
| 17   | Liliana Szilágyi       | Ungheria      | 2'11”76 | 3        | 2      |      |
| 18   | Grainne Murphy         | Irlanda       | 2'12”13 | 3        | 8      |      |
| 19   | Melisa Akarsu          | Turchia       | 2'12”65 | 2        | 7      |      |
| 20   | Tanja Kylliäinen       | Finlandia     | 2'12”91 | 2        | 2      |      |
| 21   | Nina Dittrich          | Austria       | 2'14”15 | 1        | 1      |      |
| 22   | Nida Eliz Ustundag     | Turchia       | 2'15”03 | 3        | 1      |      |

## Finale
| Pos. | Atleta                 | Nazionalità   | Tempo   | Corsia |
| ---- | ---------------------- | ------------- | ------- | ------ |
| 1    | Mireia Belmonte García | Spagna        | 2'03”37 | 4      |
| 2    | Jemma Lowe             | Gran Bretagna | 2'04”04 | 3      |
| 3    | Jessica Dickons        | Gran Bretagna | 2'04”80 | 5      |
| 4    | Franziska Hentke       | Germania      | 2'04”95 | 1      |
| 5    | Zsuzsanna Jakabos      | Ungheria      | 2'05”11 | 7      |
| 6    | Otylia Jędrzejczak     | Polonia       | 2'05”31 | 6      |
| 7    | Martina Van Berkel     | Svizzera      | 2'06”75 | 2      |
| 8    | Birgit Koschischek     | Austria       | 2'07”46 | 8      |
| 9    | Alessia Polieri        | Italia        | 2'07”94 | 9      |
| 10   | Petra Granlund         | Svezia        | 2'09”18 | 0      |